# Кивикко-Сяюняс
Кивикко-Сяюняс — озеро на территории Поросозерского сельского поселения Суоярвского района Республики Карелия.

## Общие сведения
Площадь озера — 1,2 км². Располагается на высоте 195,2 метров над уровнем моря.
Форма озера лопастная. Берега преимущественно заболоченные, сильно изрезанные.
С юго-запада в озеро втекает безымянный ручей, текущий из озера Веркко-Сяюняс.
На северо-востоке из озера вытекает ручей Сараоя, впадающий в озеро Мярат, которое соединятся с озером Кайдамярат, откуда берёт начало река Чеба.
В озере расположены шесть островов, однако их количество может варьироваться в зависимости от уровня воды.
Код водного объекта в государственном водном реестре — 01040100211102000017661.